# زیردریایی کلاس-ان (ایالات متحده آمریکا)
زیردریایی کلاس-ان (ایالات متحده آمریکا) (به انگلیسی: United States N-class submarine) یک کلاس از زیردریایی است که طول آن ۱۴۷ فوت ۳ اینچ (۴۴٫۸۸ متر) می‌باشد.